# KV11
KV11 무덤은 이집트 왕가의 계곡에 위치한 파라오 람세스 3세의 무덤이다.
원래 세트나크테의 무덤으로 건설되었으나, 앞서 지어진 아멘메세의 무덤 (KV10)을 침범하면서 공사가 중단되었다. 세트나크테는 KV14 무덤에 안치되었다. 한동안 방치되어 있던 지하공간은 람세스 3세의 무덤으로 지정되어, 원래의 축을 틀어 더 깊게 파내려가는 식으로 완성되었다.
고대부터 외부에 개방되어 있던 무덤으로, 1768년 무덤을 방문한 영국인 제임스 브루스의 이름을 딴 '브루스의 무덤' (Bruce's Tomb)이나 무덤 내부의 벽화에서 착안한 '하프 연주자의 무덤' (Harper's Tomb)이란 이름으로도 알려졌다.

## 장식

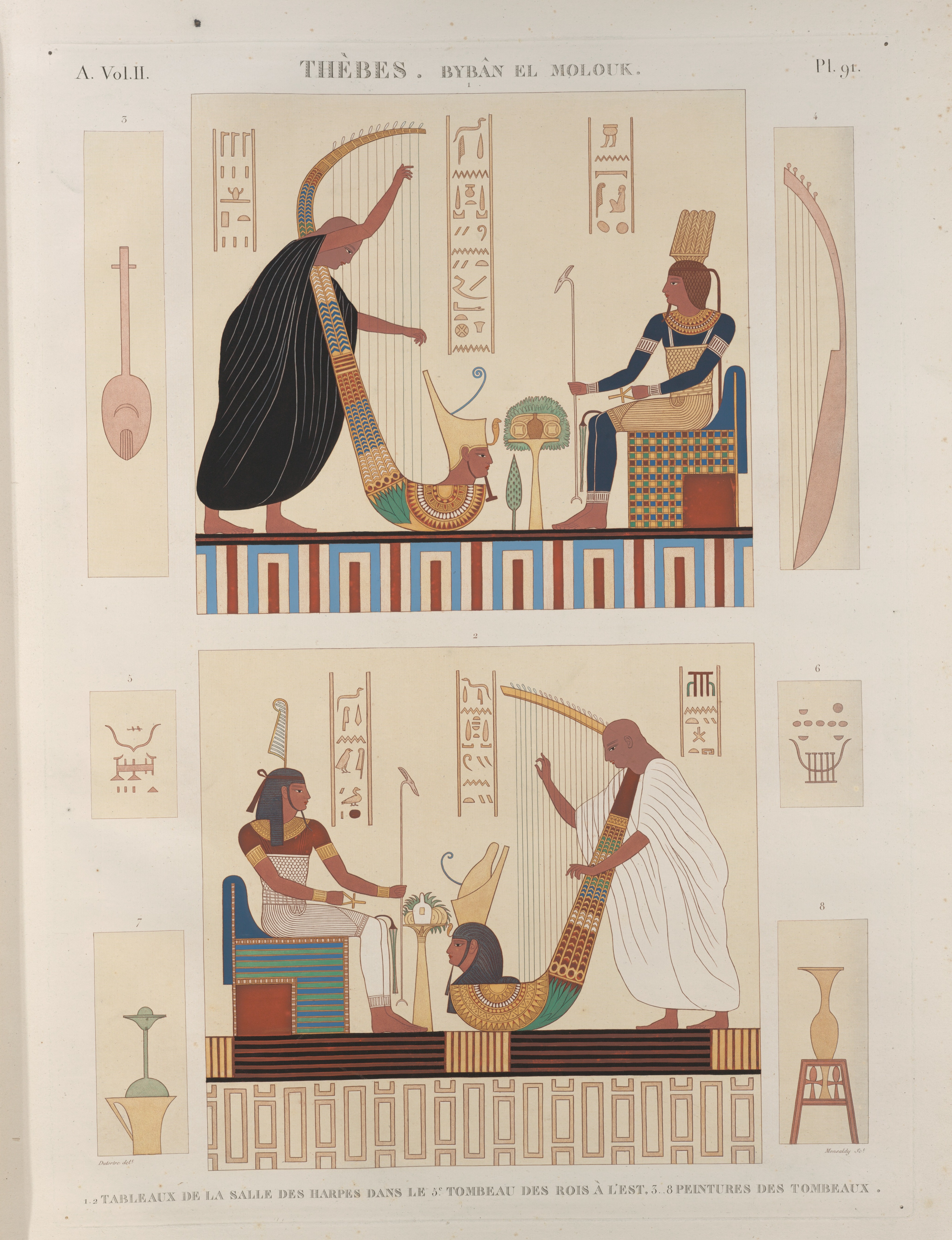
무덤 내부 벽화 중 하나인 두 명의 눈먼 하프 연주자

총 188m 길이의 긴 무덤으로 내부에는 아름다운 장식이 그대로 남아 있다.
두 번째 복도는 《라의 기도문》으로 장식되어 있으며, 이 복도의 끝부분에서 KV10 무덤을 침범하는 바람에 우측으로 복도축이 살짝 틀어져 있다. 세 번째 복도는 《관문의 서》와 《암두아트의 서》로 장식되어 있으며, 의식용 통로를 지나 기둥 4개가 서 있는 중앙실로 이어진다. 중앙실의 벽에도 《관문의 서》가 그려져 있다. 네번째 복도는 입 여는 의식이 벽화로 그려져 있으며, 《사자의 서》가 그려진 전실과 매장실로 이어진다.
매장실은 기둥 8개 구조에 붉은색 규암으로 제작된 석관이 놓여 있었다. 현재 석관의 상단부는 영국 케임브리지의 피츠윌리엄 박물관에, 하단부는 프랑스 루브르 박물관에 소장되어 있다. 매장실의 벽에는 《관문의 서》, 《대지의 서》, 신성한 벽화 등으로 장식되어 있다. 이 너머로는 《관문의 서》가 그려진 별실이 하나 더 있다. 석관 외부에는 암두아트의 서에서 따온 두 장면이 새겨져 있다.

## 후대의 연구
1730년대 영국의 리처드 포코크가 자신의 여행기에 존재를 언급하였으나, 무덤 자체를 상세히 소개한 사람은 1768년 영국의 제임스 브루스가 처음이었다. 19세기 초 나폴레옹과 함께 이집트를 찾은 프랑스 이집트학자들, 이어 장프랑수아 샹폴리옹, 칼 리처드 렙시어스, G. 르페부르 등이 대략적인 무덤 내부 조사에 나섰다.
1959년 이집트 고대유물부에서 폴란드 이집트학자 타데우시 안제예프스키에게 무덤 내부 조사 보고서를 의뢰하였다. 안제예프스키 박사는 바르샤바 대학교 폴란드 지중해 고고학센터의 후원으로 연구에 나섰으나 머지않아 사망하였다. 20년 후인 1979년 마레크 마르치니아크 (Marek Marciniak) 박사가 다시 한번 연구를 담당하게 되었으나, 1980년 폴란드 계엄사태로 결과보고서를 발표하지 못했다. 2017년부터 베를린 훔볼트 대학교의 독일 조사단과 룩소르 대학교, 케나 대학교의 현지 공동 조사단이 내부조사를 진행하고 있다. 단순한 재조사 뿐만 아니라 보존 작업도 함께 수행하게 되었다.